# Château de Siklós
Le château de Siklós, (siklósi vár en hongrois), est un château médiéval situé dans la micro-région de Siklós, dans le comitat de Baranya en Hongrie.

## Histoire
Le château de Siklós est mentionné pour la première fois en 1294. Il est possible que sa construction ait été commanditée par un certain  Gyula du clan Kán, Palatin de Hongrie sous André II de Hongrie et dont la famille régnait sur le sud du comté de Baranya depuis le XIIe siècle. Son fils, un autre Gyula, prend le nom de Siklósi (charte de 1251). La famille Siklósi se voit confisquer le château par Sigismond Ier du Saint-Empire après son accession au trône en 1387. Le château est remis à László Kakas et János Pásztói, partisans du nouveau roi. La famille Siklós s’éteint à la fin du XIVe siècle et à la mort de Kakas, le roi en fait don à la famille Garai (1395). En 1401 y est enfermé temporairement (de juin à octobre) le roi Sigismond par des nobles mécontents. 
Miklós II Garay (en), palatin de Hongrie, épouse en 1405 Anna de Cilley (hu), sœur de la seconde femme du roi Sigismond, Barbe de Cilley. Le château subit des modifications et est transformé en forteresse. Après l'extinction de la famille Garay (1481), Matthias offre le château à son fils Jean Corvin, prince de Liptó. En possession de András Both de Bajna et de son frère depuis 1494, ils le revendent en 1507. Le palatin Imre Perényi en devient dans des circonstances suspectes le propriétaire. Le château de „Soklyos” est alors modernisé, avec l'ajout d'une imposante barbacane et la rénovation des parties habitables dans le style Renaissance. Le blason du palatin est encore visible sur la cheminée du premier étage.
Sa seconde épouse, Dorottya Kanizsai et veuve du palatin Péter Geréb, prend en charge la gestion du domaine après la mort de son mari en 1519. Après la terrible défaite de Mohács (1526), Siklós est de plus en plus menacé par les Turcs. La forteresse est conquise en juillet 1543 après un dur siège de trois jours par les armées de Soliman le Magnifique. Le nombre toujours élevé de soldats turcs y séjournant montre l'importance de cette place durant les 150 ans de domination ottomane. Y est construite une mosquée et l'actuelle église franciscaine est transformée en lieu de prière. Célèbre voyageur ottoman, Evliya Çelebi mentionne plusieurs mosquées dans les environs. Parmi celles-ci, la mosquée Malkocs Bey (hu), rénovée au XXe siècle. De cette période datent également le premier système d’approvisionnement en eau de Siklós, plusieurs fontaines et un hammam.
La forteresse perd de son importance militaire après la guerre d'indépendance de Rákóczi (1703-1711). Le château de Siklós appartient à partir de 1828 à la famille Batthyány puis au comte Lajos Benyovszky, avocat à Pozsony. Sa veuve revend le domaine aux Biens militaires (Honvéd Kincstár). Le château est sévèrement endommagé durant la Seconde Guerre mondiale, période dans laquelle des prisonniers polonais, britanniques et américains y sont internés. Il reste à l'abandon jusqu'en 1955, année où commence une campagne de restauration et de recherches archéologiques. Il devient par la suite un musée et un hôtel. Le château, fermé après le changement de régime, ouvre à nouveau au début du XXIe siècle comme musée. Le château abrite une chapelle construite entre les XIVe et XVIe siècles.
Le comte Kázmér Batthyány (en), ministre des affaires étrangères du gouvernement Lajos Kossuth, est inhumé dans la chapelle du château.
Une statue commémorative de Dorottya Kanizsai se dresse dans les jardins.

## Galerie

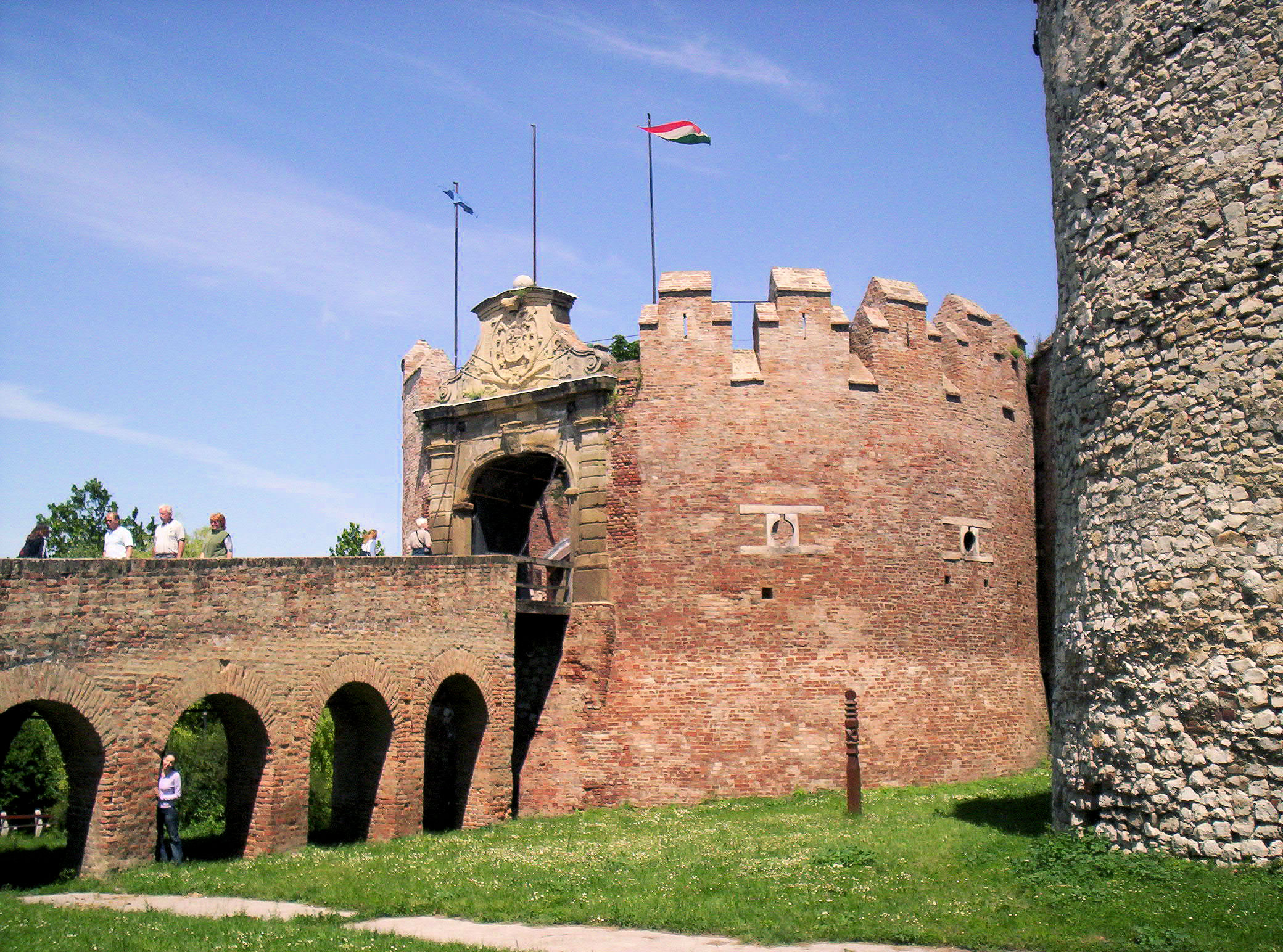
Barbacane d'entrée
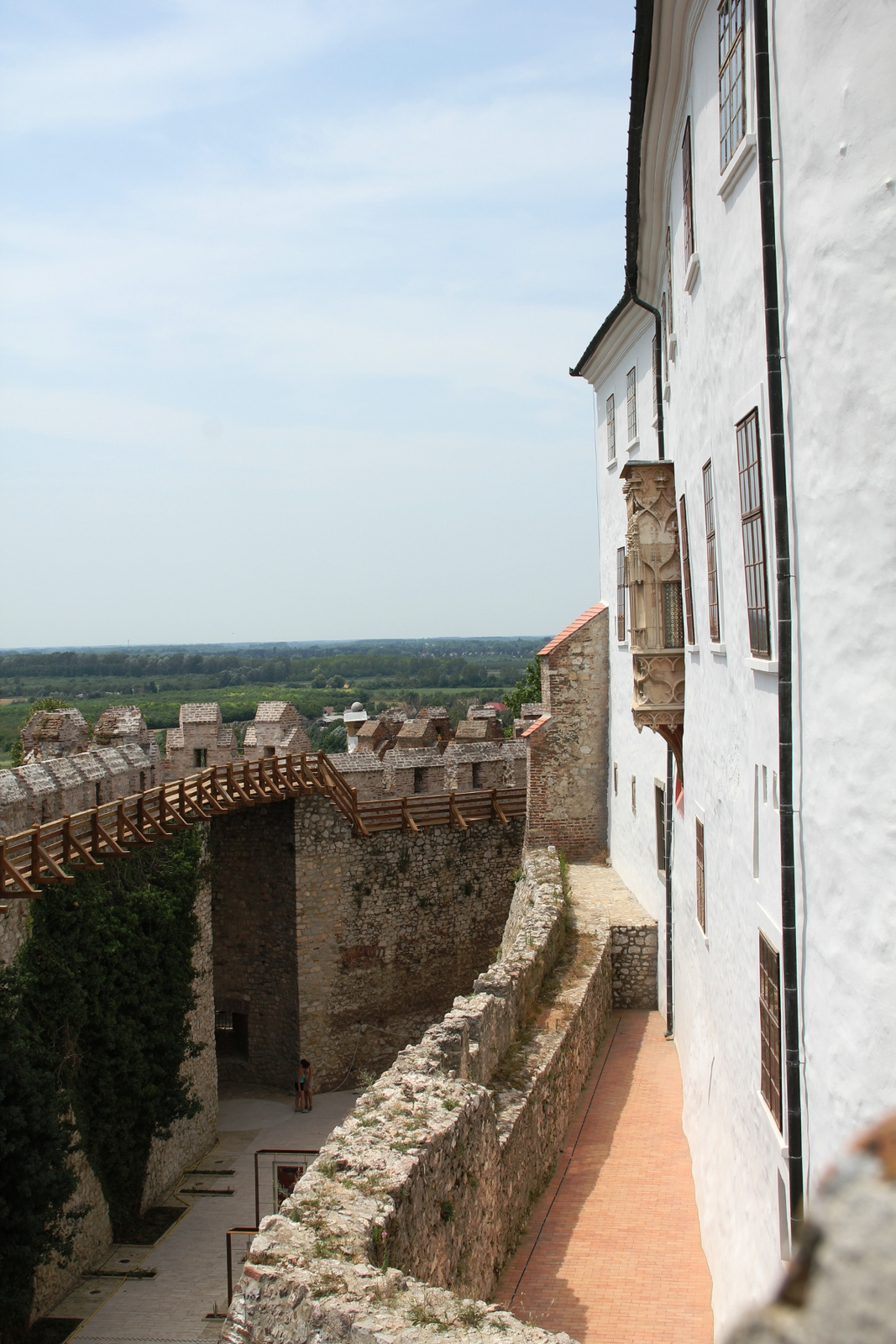
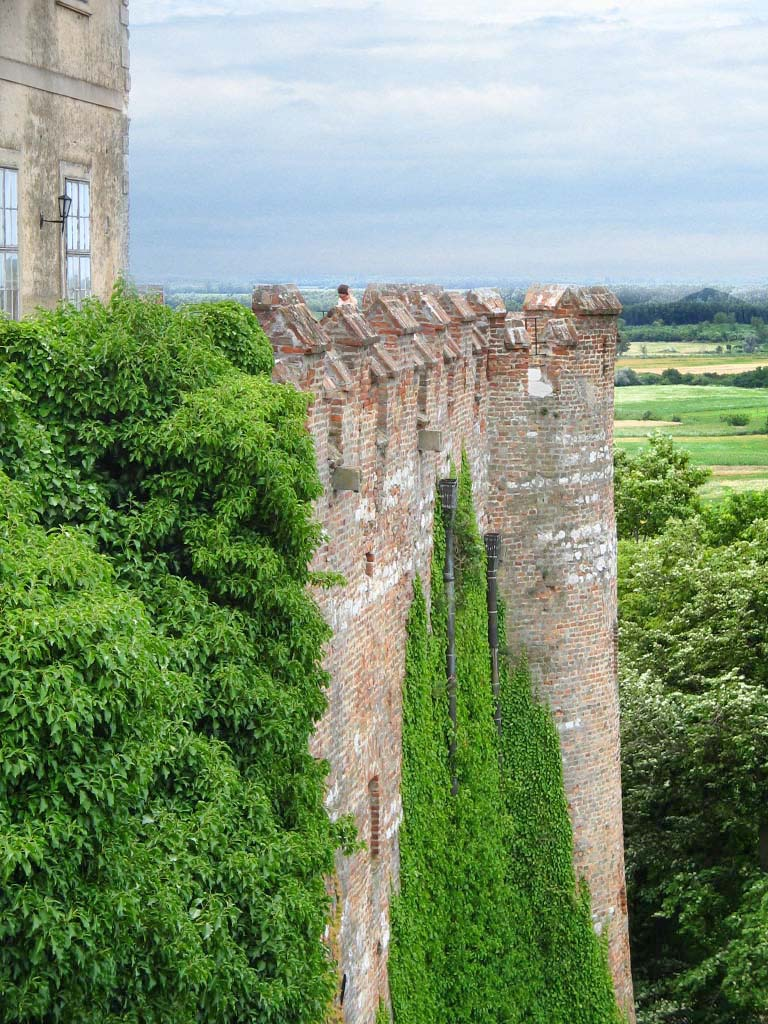
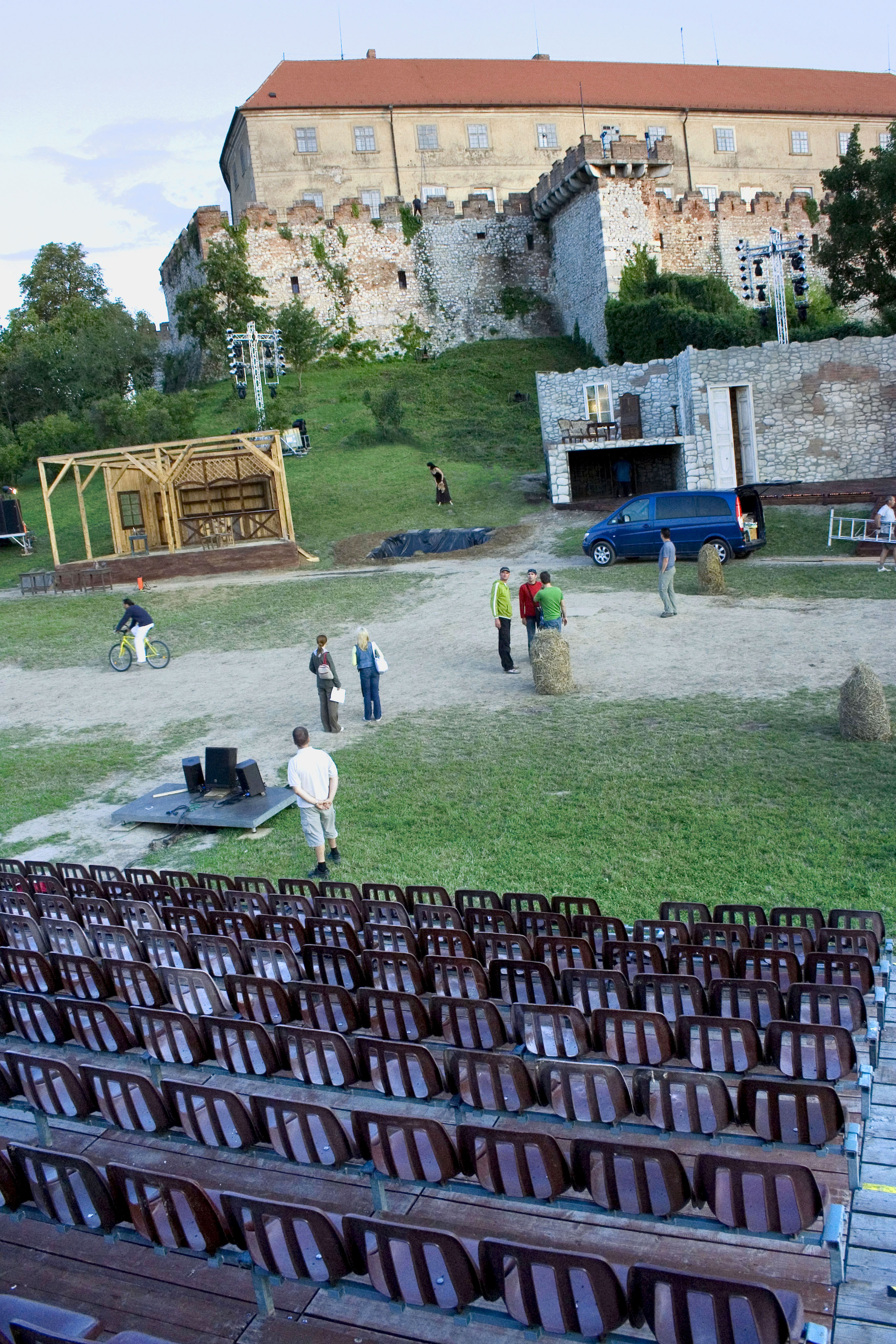
Théâtre de plein air au niveau de la terrasse inférieure du château (répétition de Tenkes (de) musical en 2009)